# Palazzo Costaguti
Palazzo Costaguti, noto anche come Palazzo Patrizi Costaguti, è un palazzo manierista romano, situato all'angolo di Piazza Mattei con la Via della Reginella, nel rione Sant'Angelo a Roma. 
Di grandi dimensioni, corre anche lungo Via dei Falegnami e le sue facciate posteriori sono in Piazza Costaguti. Attualmente utilizzato come sede dell'Universitas Telematica Mercatorum.

## Storia
Il palazzo fu costruito nella prima metà del XVI secolo per monsignor Constanzo Patrizi, tesoriere di papa Paolo III, sul sito della demolita chiesa di San Leonardo de Albis, a sua volta costruita sul sito di un antico tempio romano.
Nel 1578, con la morte di Patrizi, l'edificio fu venduto ad Ascanio e Prospero Costaguti, membri di una famiglia di banchieri liguri, per 26000 scudi. All'inizio del XVII secolo, i Costaguti divennero tesorieri per papa Paolo V Borghese, responsabile della costruzione della Basilica di San Pietro, alla quale contribuì attivamente il prelato della famiglia, cardinale Giovanni Battista Costaguti.
In quel periodo, il Costaguti rinnovò l'edificio su progetto di Carlo Lambardi (anni 1597-1619): mentre l'ala più antica dell'edificio si affaccia su Via della Reginella, con un bellissimo portale che un tempo era l'ingresso principale, fu aperta una nuova entrata in piazza Mattei, di fronte alla famosa Fontana delle Tartarughe; la facciata qui è attribuita ad Ascanio de Rossi, mentre quella di Piazza Costaguti sarebbe di Antonio De Battistis.
Nel 1823, l'accesso (diventato posteriore) fu incorporato nel Ghetto di Roma e i Costaguti chiusero il portone, iniziando a utilizzare il portale in Piazza Mattei come ingresso principale. Nel corso del secolo, nuovi ammodernamenti furono apportati da Giovanni Battista Giovenale, proseguiti quando la famiglia Costaguti si fuse con gli Afan De Rivera, una nobile famiglia di origine ispano-napoletana. Da allora l'edificio appartiene ancora ai marchesi Afan De Rivera Costaguti; la famiglia ha altre proprietà in varie parti d'Italia - il più importante dei quali è il Palazzo Costaguti a Roccalvecce, presso Viterbo - e giunse ad imparentarsi con i Florio siciliani sposando Giulia Florio, dal loro matrimonio nacque donna Costanza Afan de Rivera Costaguti.
Nel corso della seconda guerra mondiale, il marchese Achille Belloso Afan De Rivera, da sempre fascista e ufficiale della Milizia, durante le persecuzioni a Roma diede rifugio a moltissimi ebrei nel suo palazzo: durante il rastrellamento del Ghetto, "in divisa di ufficiale, bloccò i tedeschi sul portone che volevano entrare a palazzo", probabilmente per catturare coloro che vi si erano rifugiati dalla porta di Piazza Costaguti per uscire dall’altra porta.

## Descrizione

### Esterno

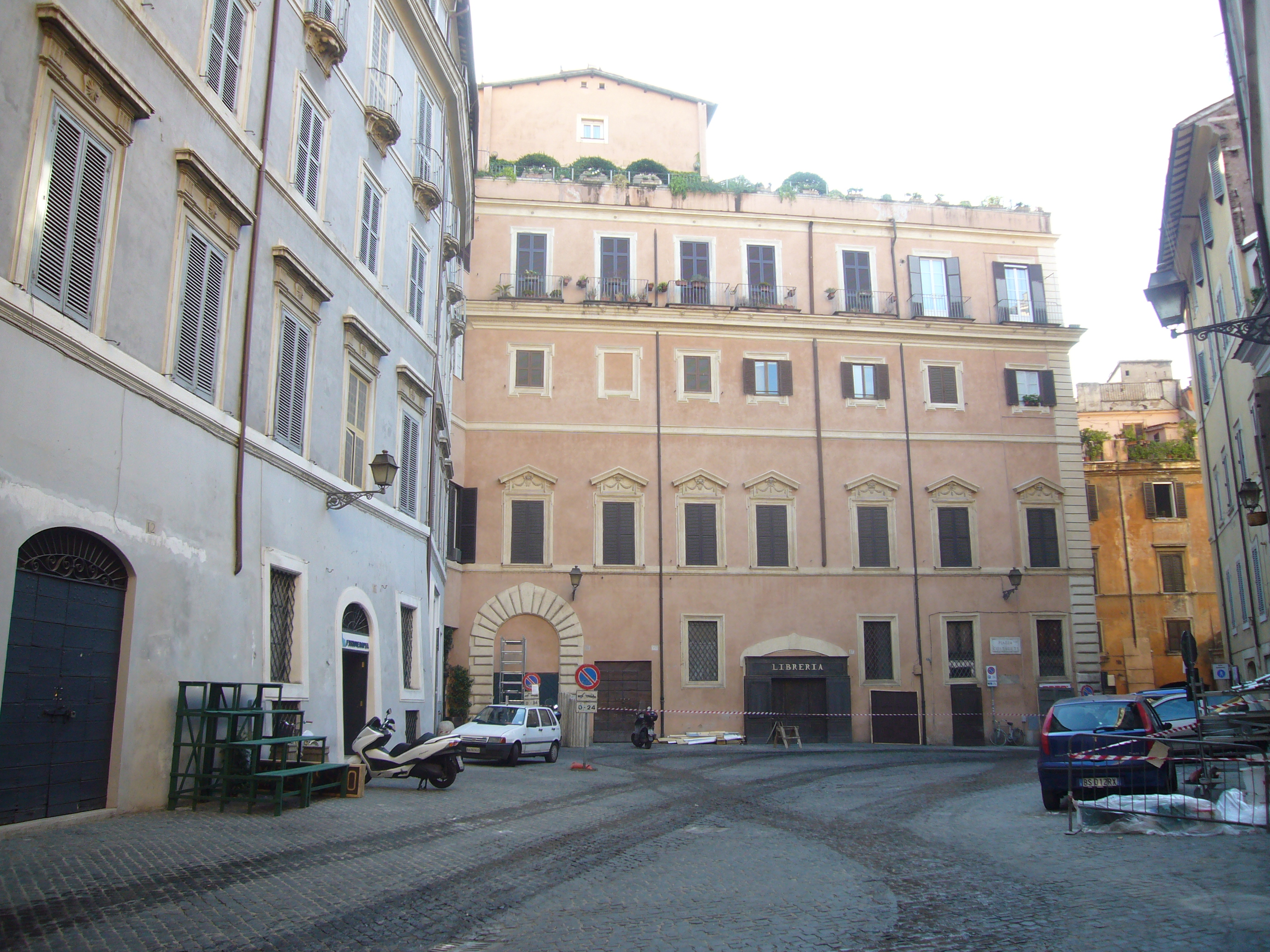
La facciata del palazzo su piazza Costaguti, al centro in rosa, con l'antico portale principale trasformato in bottega

La facciata di Piazza Costaguti è su due piani di finestre, la prima con architravi e festoni triangolari e la seconda con cornici. Alla grondaia, con linee miste, è collocato un piano sopraelevato del XIX secolo, con piccoli balconi con balaustre in ferro.
Al piano terra si trova un bel portale di conci bugnati tra porte e finestre moderne. Sugli angoli è una decorazione di blocchi di pietra bugnati dal pavimento alla grondaia, proprio come la facciata di Piazza Mattei, il cui portale, l'ingresso principale del palazzo, è sormontato da un architrave con la scritta COSTAGUTI.
Una facciata laterale del palazzo, ancora in Piazza Costaguti, si affaccia sul Tempietto del Carmelo, dedicato a Nostra Signora del Carmelo.
Il cortile interno è stato rinnovato nel XXI secolo per ripristinare il suo aspetto nel XVI secolo. Lo stemma della famiglia Costaguti, tre linee appuntite che indicano tre stelle, è effigiato ovunque.

### Interno

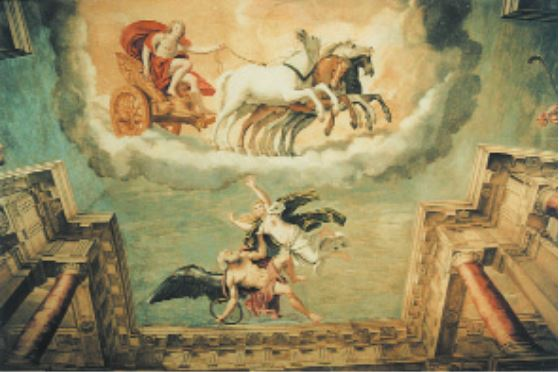
Affresco con il Carro di Apollo e Il Tempo che svela la Verità di Domenichino su una volta del piano nobile. Le quadrature sono del Tassi

L'interno del palazzo è riccamente decorato con affreschi.
Il piano nobile, dove vivono ancora i membri della famiglia Costaguti, conserva la sua decorazione originale, compresi numerosi capolavori. Tra questi ci sono affreschi di Raffaele Romanelli (pittura mitologica), Guercino (soffitto del Salone di Rinaldo e Armida, fatto insieme ad Agostino Tassi), i fratelli Taddeo e Federico Zuccari (Sala dei mesi) e Gaspard Poussin. Tra i grandi dipinti, i più famosi sono probabilmente il Carro del sole e il tempo che scoprono la verità, di Domenichino (fatto anche con l'aiuto di Tassi), e Sala di Venere. Da segnalare anche le opere di Francesco Albani (Ratto di Europa), dei fratelli Giacomo e Pierfrancesco Mola (Bacco e Ariana) e di Giovanni Lanfranco e Sisto Badalocchio (Salone di Ercole).
Una grande scala, riccamente decorata e con gradini di due tipi di marmo (carrara e peperino), collega tutti i piani. Sulle scale sono ancora presenti le statue degli antenati dei Costaguti (Ascanio e Prospero) e una panca di marmo (utilizzata per far riposare coloro che erano soliti salire le scale in passato).